# Coelorinchus longicephalus
Coelorinchus longicephalus är en fiskart som beskrevs av Okamura 1982. Coelorinchus longicephalus ingår i släktet Coelorinchus och familjen skolästfiskar. Inga underarter finns listade i Catalogue of Life.